# Callistege futilis
Callistege futilis là một loài bướm đêm trong họ Erebidae.